# Уброгепант
Уброгепант — лекарственный препарат для лечения мигрени. Одобрен для применения: США(2019).

## Механизм действия
Антагонист CGRP-рецепторов.

## Показания
Приступы мигрени с аурой или без ауры у взрослых.